# Marcelo de Carvalho Miranda
Marcelo de Carvalho Miranda GOMM (Goiânia, 10 de outubro de 1961) é um agropecuarista e político brasileiro, filiado ao Movimento Democrático Brasileiro (MDB). Em 2018, teve seu mandato como governador do estado do Tocantins cassado, cargo este que ocupava pela terceira vez. É casado com a ex-deputada federal Dulce Miranda (MDB), com quem tem dois filhos.
Em 2010, foi eleito senador do Tocantins, mas não pode assumir em razão de estar impedido pela Lei da Ficha Limpa, por ter seu mandato como então governador cassado em 2009.
Em 28 de novembro de 2016, foi alvo de condução coercitiva em uma operação da Polícia Federal (PF), batizada de Reis do Gado. A PF diz que já tem indícios de que os suspeitos movimentaram mais de R$ 200 milhões e que parte do dinheiro foi regularizada através da ocultação em meio ao patrimônio de parentes do governador Marcelo Miranda. O governador e seu pai tiveram os bens bloqueados pela Justiça.

## Biografia
Natural de Goiânia, Marcelo de Carvalho Miranda é agropecuarista. Filho de Marly de Carvalho e José Edmar Brito Miranda, é casado com a deputada federal Dulce Miranda (PMDB) com quem tem dois filhos: Marcella e Guilherme. Sua ligação com a política começou ainda no Estado de Goiás, assessorando o pai, então deputado estadual Brito Miranda, representante da região do antigo norte goiano, hoje Tocantins, na Assembleia Legislativa daquele Estado. 

### Carreira política
Foi eleito deputado estadual pela primeira vez em 1990, sendo reeleito em 1994 e 1998. Por duas vezes consecutivas chegou a presidir a Assembleia Legislativa do Tocantins. Naquele período, integrou a União Nacional dos Legislativos Estaduais (Unale), quando articulou a criação do Parlamento Amazônico, do qual foi presidente de 2001 a 2002.
Em 2002 foi eleito pela primeira vez para o cargo de Governador do Estado do Tocantins com 60% dos votos válidos e assumiu o mandato de 2003 a 2006. Seu trabalho foi reconhecido pelos tocantinenses, que o reelegeram para o seu segundo mandato à frente do Estado. Em 2014, Marcelo Miranda retornou ao cargo de chefe do Executivo tocantinense em uma eleição na qual obteve 51,3% dos votos validos, a frente de Sandoval Cardoso (SD). Como governador, em 2004 Marcelo Miranda foi admitido pelo presidente Luiz Inácio Lula da Silva ao grau de Grande-Oficial especial da Ordem do Mérito Militar.
Em 2009, Marcelo Miranda e seu vice, Paulo Sidnei, tiveram seus mandatos cassados por abuso de poder político praticado em 2006, em decisão unânime do Tribunal Superior Eleitoral (TSE).
Em 22 de março de 2018, o TSE cassou o governador e a vice-governadora Cláudia Lelis. Em 6 de abril de 2018,uma determinação cautelar imposta pelo ministro Gilmar Mendes determinou a volta do governador e da vice-governadora Cláudia Lelis. No entanto, em 17 de abril de 2018, o TSE negou o recurso de defesa e manteve a cassação da chapa eleita em 2014. Com isso, se tornou o primeiro, e até hoje único político a ser cassado duas vezes no cargo de governador de estado.
Em 2022, foi candidato à deputado estadual. Na ocasião, recebeu pouco mais de 3 mil votos, encerrando assim sua carreira vitoriosa na política tocantinense.

### Prisão durante operação da PF
Em 26/09/2019, o ex-governador Marcelo Miranda foi preso durante a operação chamada de "12.º Trabalho", em Brasília/DF, assim como o pai, José Edmar Brito Miranda, e o irmão, José Edmar Brito Miranda Júnior, por ser suspeito de integrar uma organização criminosa que teria causado prejuízo de R$ 300 milhões aos cofres públicos.
Além disso, como consta na decisão que autorizou as prisões do ex-governador, do pai e do irmão dele, Marcelo Miranda teria "presenteado" o desembargador Ronaldo Eurípedes, do Tribunal de Justiça do Tocantins, com uma caminhonete modelo "Hilux", na época em que ainda era governador e Eurípedes presidia o Tribunal de Justiça. O veículo seria para que o TJ firmasse contratos com a empresa Construarte Construção Eireli, que os investigadores acreditam ser de um "laranja" de Marcelo Miranda. O Desembargador Ronaldo Eurípedes é também investigado por vendas de sentenças e enriquecimento ilícito pelo CNJ desde junho de 2018.
Em 19/02/2020, Marcelo Miranda, seu pai e seu irmão foram soltos após decisão do ministro do STF Alexandre de Moraes para responder em liberdade após pagarem fiança.  O ministro concluiu que Marcelo deveria ser julgado pela justiça eleitoral e não pela justiça federal